# كاثرين ميرفي (منافسة ألعاب القوى)
كاثرين ميرفي (بالإنجليزية: Catherine Murphy)‏ هي منافسة ألعاب القوى بريطانية، ولدت في 21 سبتمبر 1975 في شفيلد في المملكة المتحدة.

## وصلات خارجية
- كاثرين ميرفي على موقع الاتحاد الدولي لألعاب القوى (الإنجليزية)
- كاثرين ميرفي على موقع أوليمبيديا (الإنجليزية)
- كاثرين ميرفي على موقع اللجنة الأولمبية البريطانية (الإنجليزية)
- كاثرين ميرفي على موقع اتحاد ألعاب الكومنولث (مؤرشف) (الإنجليزية)